# 小行星7469
小行星7469（英語：7469 Krikalev）是一颗围绕太阳公转的小行星。1990年11月15日，柳德米拉·切爾尼赫在克里米亚发现了此天体。
这颗小行星的绝对星等为14.9770508170976等。